# Altocumulus castellanus
În meteorologie, Altocumulus castellanus sau Altocumulus castellatus (ACCAS) este o varietate de nor altocumulus denumit după proiecțiile sale asemănătoare turnurilor, care se ridică în sus din baza norului. Baza norului poate apărea la altitudini de aproximativ 2.000 de metri sau până la 6.000 de metri. Sunt foarte asemănători cu norii cumulus congestus, dar la altitudini mai mari și cu masele de nori unite la bază.
Norii castellanus sunt o dovadă a instabilității atmosferice la nivelul mediu și a unei rate mari de scădere a temperaturii în troposfera medie. Aceștia pot semnala ploi torențiale și furtuni și, dacă convecția la nivelul solului poate conecta stratul instabil din troposfera medie, dezvoltarea continuă a norilor Castellanus poate produce nori cumulonimbus.
Norii altocumulus castellanus sunt de obicei însoțiți de turbulențe moderate și condiții de formare a gheții. Din aceste motive, zborul prin acești nori este de obicei evitat de aeronave.